# O Problema Espinosa
The Spinoza Problem (em Portugal, O Problema Espinosa; no Brasil O Enigma de Espinosa) é um romance de Irvin D. Yalom.
Trata-se do mais novo romance de Yalom. Neste livro, o romancista de sucesso mundial, Irvin D. Yalom explora a mente de dois homens separados por trezentos anos, dois homens que mudaram o rumo do mundo, as vidas interiores de Espinosa, o virtuoso filósofo secular, e de Rosenberg, o ímpio assassino de massas. Já o havia feito com Nietzsche e agora com o maior filósofo português de todos os tempos. Yalom tem um talento único para personificar de forma inesquecível os maiores pensadores da História.
Irvin D. Yalom é também autor de Quando Nietzsche Chorou, Mentiras no Divã e Os Desafios da Terapia.